# Paranalobservatoriet

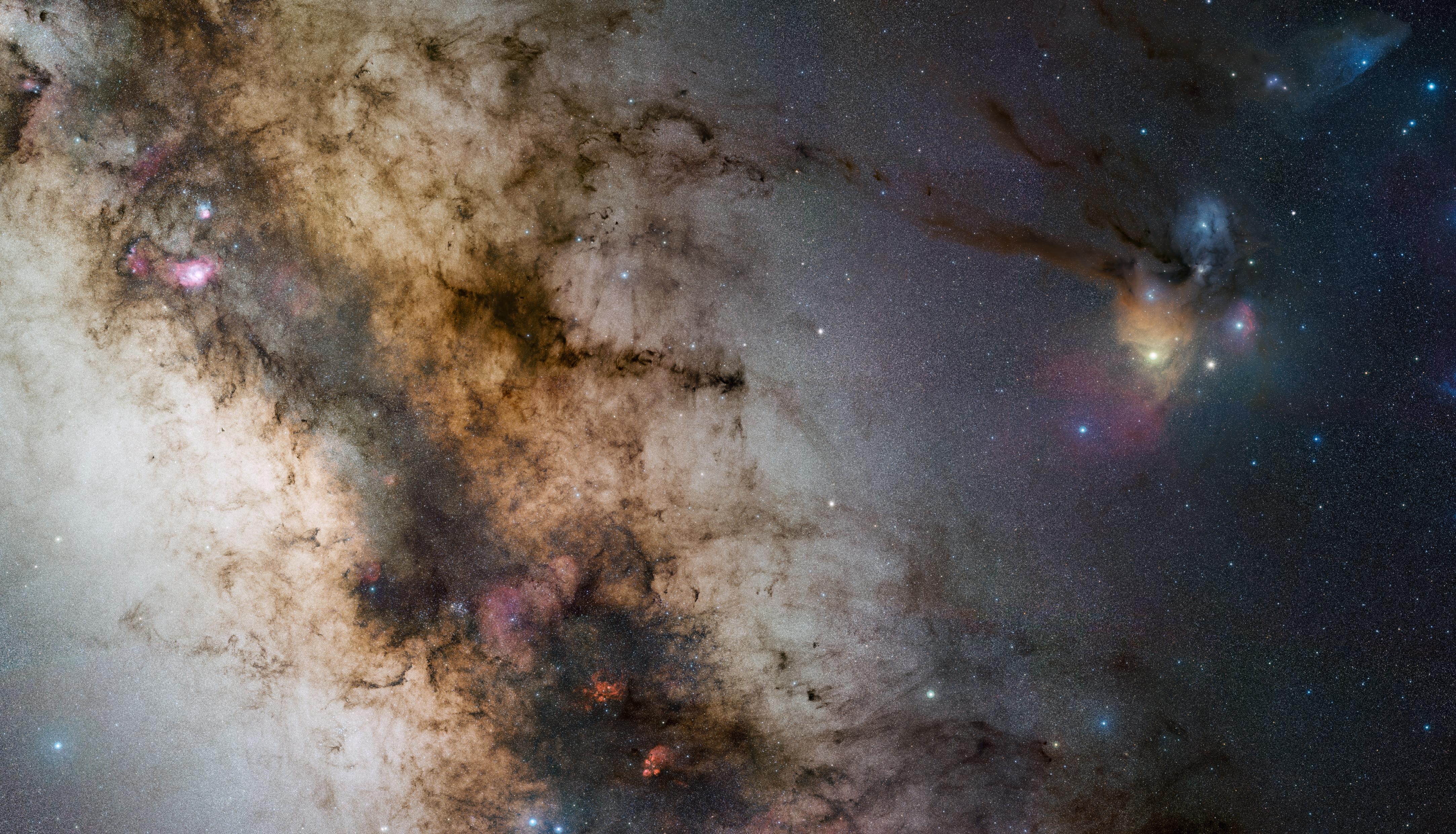
Bild över Vintergatan tagen från Paranalobservatoriet

Paranalobservatoriet är ett observatorium som ligger på berget Cerro Paranal i Taltal, Chile.. Observatoriet invigdes 1996 av Chiles president Eduardo Frei Ruiz-Tagle och Sveriges kung Carl XVI Gustaf. Sverige är ett av de länder som varit med och bekostat observatoriet.. Första bilden från observatoriet kom 1998
På observatoriet finns bland annat det just nu mest avancerade markbaserade teleskopet för att mäta synligt ljus. Det heter VLT (Very Large Telescope) och är uppbyggt av fyra teleskop som kan samverka för att fungera som ett femte instrument.. Driften av observatoriet sköts av European Southern Observatory (ESO).
På området kring Paranalobservatoriet finns hotellet Residencia som förekommer i James Bond-filmen Quantum of Solace.

## Instrument på Paranalobservatoriet
- VLT (Very Large Telescope)
- VLTi (Very Large Telescope Interferometer)
- 4 AT (Auxiliary Telescopes)
- VLT Survey Telescope
- VISTA Telescope Survey